# 庇
庇是商朝国都之一，据《古本竹书纪年》所载，商王祖乙即位后居住在庇，南庚即位后将国都由庇迁往奄。认为庇在山东省郓城县境。

## 考证
近代有甲骨学家丁山考证庇即是《史记·殷本纪》中的邢，《书序》称耿。陈梦家在《殷虚卜辞综述》中认为庇就是春秋鲁国季氏的费邑，今址在山东费县西南七十里处。

## 相关记载
《春秋》哀公五年：“春，城毗。”《公羊传》中“毗”写作“庇”。